# Astoria Szálló (Budapest)
Az Astoria Szálló Budapest legrégebbi eredeti formájában megmaradt szállodája. Az 1914-ben megnyílt hotel a legelegánsabb, drága, exkluzív szállodák közé tartozott. Jelenleg is Budapest egyik legpatinásabb szállodája, főleg külföldiek a vendégei. Az Astoria (hivatalos nevén: Danubius Hotel Astoria City Center) a Danubius Hotels Group szállodalánc tagja.

## Elhelyezkedése
Az Astoria Szálló Budapest belvárosában, a róla elnevezett közlekedési csomópontban, az Astoriánál, az V. kerület határán, a Kossuth Lajos utca és a Múzeum körút sarkán található.

## Története

### A hely előtörténete
Az Astoria szálloda története a 18. század elejére nyúlik vissza. Unger Benedek kovácsmester törekvő ember volt, de akkoriban még ő sem sejthette, milyen helyesen dönt, amikor a mai Kossuth Lajos utca és Múzeum körút kereszteződésénél, a Hatvani kapu szomszédságában megnyitotta műhelyét. Az Unger család is gyarapodni kezdett, amikor Nádasdy Ferenc királyi biztos 1808-ban lebontatta a kaput és a városfal egy részét, és az így megürült térre kávéházat, fogadót, istállót, kocsiszínt építettek. Napjainkban a szálloda melletti Magyar utca neve emlékeztet az Unger családra. Miután a Hatvani kaput lebontották, mellette 1824-ben megnyílt a mai szálloda elődje, a Zrínyi Kávéház és Vendégfogadó, amely a pesti irodalmi élet egyik központjává vált, politikusok, művészek találkozóhelyévé. Állandó vendég volt Petőfi Sándor is, aki a fogadó melletti házban lakott 1844 októbere és 1845 januárja között. Itt írta meg János vitéz találkozását az óriásokkal, amiről az Astoria falán ma emléktábla tanúskodik.

### Tervezés és nyitás
A szálloda három telekre épült, ám a tulajdonosok (az Unger, az Elek és a Takács család) nem tudtak megegyezni a tervező személyében, így egyszerre két építész kapott lehetőséget a munkára. Nem voltak társszerzők, külön-külön, de egymással szerencsés összhangban dolgoztak. Hikisch Rezső a Magyar utcai részt tervezte a Kossuth Lajos utcai „portálig”, Ágoston Emil a Múzeum körúti részt. Takács Lajos szülőföldjéről, Zilah mellől a Meszes-hegységből vitette az alapkövet a szálloda építéséhez.
A jelenleg hatemeletes, 138 szobás és négycsillagos szálló 1914. március 14-én nyitotta meg kapuit. A hotelt nem a tulajdonosok működtették, hanem a korabeli vendéglátó-világ ismert alakja, Gellér Mihály, aki bérelte a helyet. Ő volt a hotel első igazgatója, az Astoria elnevezés is tőle származik. Gellér egy ideig New Yorkban dolgozott, egyes források szerint a New York-i Waldorf-Astoria Hotelben, ezért javasolta a budapesti szállodának az Astoria nevet. (Az amerikai szálló az Astor családról kapta a nevét, egy nagy hírű mágnásdinasztiáról, amelyet John Jacob Astor alapított a 19. század elején.)
Az Astoria kezdettől fogva központi fűtéses volt, és az akkori legkorszerűbb felvonók működtek benne, sőt beépítettek egy speciális porelszívó rendszert is, de újdonságnak számított a szuterénban kialakított pinceborozó is. Ám az 1914-es nyitáskor az épület földszinti részét még üzletek foglalták el, ami a kényesebb ízlésűek számára némileg visszatetsző volt – a korabeli lapok szerint az építtetőket az kényszerítette a helyiségek bérbe adására, hogy a város egyik legfelkapottabb helyén található telek méregdrága volt.
A szállóban egyaránt szívesen szálltak meg a vidékről a fővárosba érkező urak és a Budapestre érkező jómódú külföldiek.
Elegáns, drága, exkluzív szállónak számított, erre utal, hogy tréfásan „Ahsztória” néven is emlegették, annak a jeléül, hogy ide nehéz bejutni.

### Történelmi események színhelye
1918. október 30-án gróf Károlyi Mihály az Astoria első emeletéről szónokolt az odasereglett tömegnek, ami tulajdonképpen az őszirózsás forradalom „hivatalos megnyitója” volt. Ezt követően az Astoria Szálló lett a Károlyi vezette Magyar Nemzeti Tanács székhelye. De Károlyi nem csak dolgozni járt ide, feleségével, Andrássy Katinkával együtt itt is lakott, a 4. emelet 14-es szobájában (a lakosztály jelenleg a 411-es számot viseli). Az irodák az első emeleten kaptak helyet. A 105–109-es szobákban tanácskozott a Nemzeti Tanács, az 508-as szobában pedig foglyokat helyeztek el. 1919 tavaszán a kommunista direktórium vezetői költöztek az Astoriába. Jelenleg az egykori 105-ös szoba az Astoria egyik konferenciaterme, és gróf Károlyi Mihály nevét viseli.
A szálló fénykorát a két világháború között, a Horthy-korszak ’20-as, ’30-as éveiben élte. Bár ekkorra sorra nyíltak az új, nagy szállodák Budapesten, az Astoria egyik későbbi igazgatója, Gyenes József így írt róla: „Berendezése szerény a többi nagy szálloda lenyűgöző berendezéséhez képest, de szépsége, hangulata megejtő. A kávéházban, a szálloda halljában drága szőnyegeken lépked a vendég. Nem sajnálják a fényt, a csillogó tükröket. A falakat barna színű lambéria fedi, a szobákban és a közös helyiségekben értékes festmények és műtárgyak adnak művészi élményt az itt tartózkodóknak.”
1944 márciusában Magyarország német megszállásakor az Astoria a Gestapo főhadiszállása lett, visszavonuláskor pedig teljesen kifosztották. Budapest szovjet ostroma idején az épület két bombatalálatot is kapott és több belövést, de 1945 tavaszán, alighogy véget értek a harcok, a szálloda már újra üzemelt: az amerikai hadsereg tisztjeit szállásolták el benne, 1946-tól pedig már bárki igénybe vehette a szobákat 13–100 forint közötti áron, ami meglehetősen drágának számított abban az időben. Alig akadt olyan hotel a szétlőtt Budapesten, amelyből megmaradt volna valami, így az Astoria biztosította a legnagyobb fényűzést. Ez főként az akkori tulajdonosnak, dr. Unger Ödönnek volt köszönhető, aki rövid idő alatt visszahozta a boldog békeidők hangulatát. Új bútorokat és műtárgyakat vásárolt, sőt magángyűjteményéből is a szálló rendelkezésére bocsátott jó pár darabot (ezek közül néhány még ma is megvan, a hallban és az étteremben látható). Unger próbált az új időkhöz alkalmazkodni: 1947-ben alacsony árakról és olcsó éttermi szolgáltatásokról nyilatkozott, de egy évvel később a szállodát államosították, Ungert pedig szó szerint kidobták saját hoteléből (állítólag csak két pezsgőspoharat vihetett magával). Angliába költözött, de valahányszor hazatért látogatóba, mindig az Astoriában szállt meg.
1948-ban az épületet teljesen újjáépítették, de az Astoria nevét nem változtatták meg az ’50-es években. Bár étterméből népbüfét alakítottak ki, így is a legelitebb szállodának számított a népi demokrácia idején. Az 1956-os forradalom során ismét jelentős sérüléseket szenvedett, de a ’60-as években az Astoriát már újra Budapest legjobb szállodájának tartották. Ekkor bővült a Magyar utcai szárnnyal a szálloda, ahol 44 vendégszobát is kialakítottak. A titkosszolgálatot persze nem kerülhette ki, a „Budapest a diktatúrák árnyékban” című könyv szerzői szerint „más vendéglátó-ipari egységekhez hasonlóan a kádári titkosszolgálatok a szálloda több szobáját is »betechnikázták«”.

### Rendszerváltás után
A százéves szállodát az elmúlt évtizedekben többször felújították. A Hotel Astoriát 1996-ban privatizálta a Danubius Hotels Group, Európa egyik legnagyobb szállodalánca, a végrehajtott fejlesztések eredményeképpen 1999-ben négycsillagos besorolást kapott. 2004-2007 közötti nagyszabású felújításakor a tetőszerkezetet renoválták, a homlokzatot felfrissítették, átalakították a szálloda hallját és éttermét, áttépítették a történelmi szárny mind a 94 „Deluxe” szobáját, műemlékvédelmi kontroll mellett, az épület eredeti stílusát megőrizve. A műemlék jellegű szállodának ma mind a 138 szobája hangszigetelt, külön fürdőszobás és légkondicionált. Az Astoriában 5 lakosztály és 4 konferenciaterem található. A vendéglátásról a Café Astoria & Restaurant gondoskodik.

## Érdekességek
- Gyakori vendég volt az Astoriában Krúdy Gyula, aki állítólag azért szerette a szállót, mert olyan csendben takarítottak, hogy délig is alhatott, anélkül hogy megzavarták volna.
- Évtizedekig a szálló halljából és étterméből szólt a Magyar Rádió népszerű, „Ki nyer ma?” című komolyzenei műveltségi vetélkedője.
- 1976-tól 1981-ig a szálloda igazgatóhelyettese volt Schmitt Pál későbbi köztársasági elnök.
- Az 1983–1985 között tartó felújítás során a Múzeum körúti Grill Internacionál gyorséttermet végleg bezárták. A HungarHotels megfogalmazása szerint „hamarosan nemzetközi vendéglátó nyit hasonló étkező helyeket Budapesten, ezért a Vállalat nem tartja szükségesnek ilyen jellegű üzlet fenntartását”. 1988-ban a McDonald’s valóban megkezdte magyarországi tevékenységét, és később ezen a helyen is éttermet nyitott.
- Az Astoria Szálló épületében, illetve mellette forgatták a Kern András rendezte A miniszter félrelép című film (1997) több jelenetét.

## Képtár

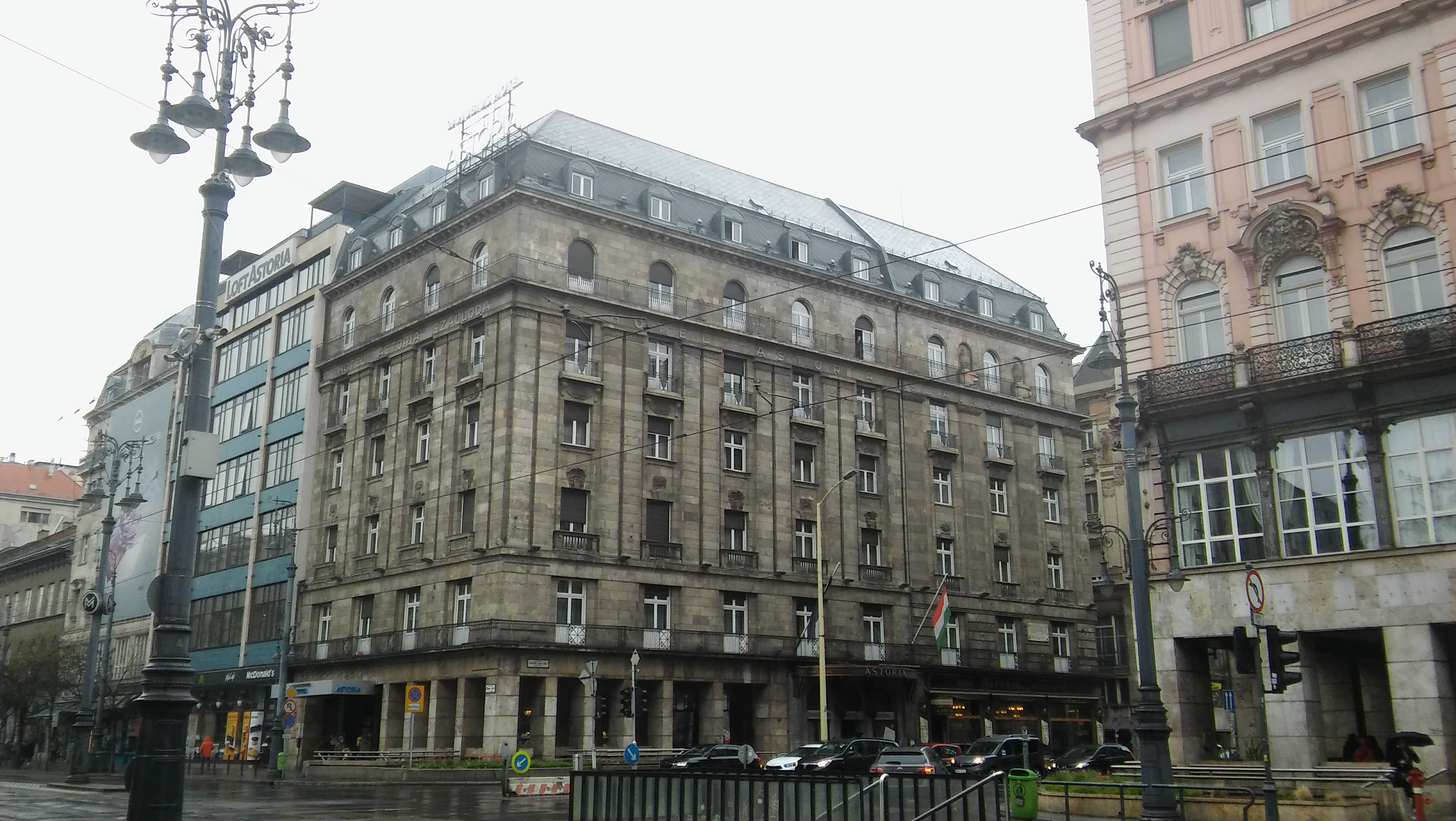
A teljes épület
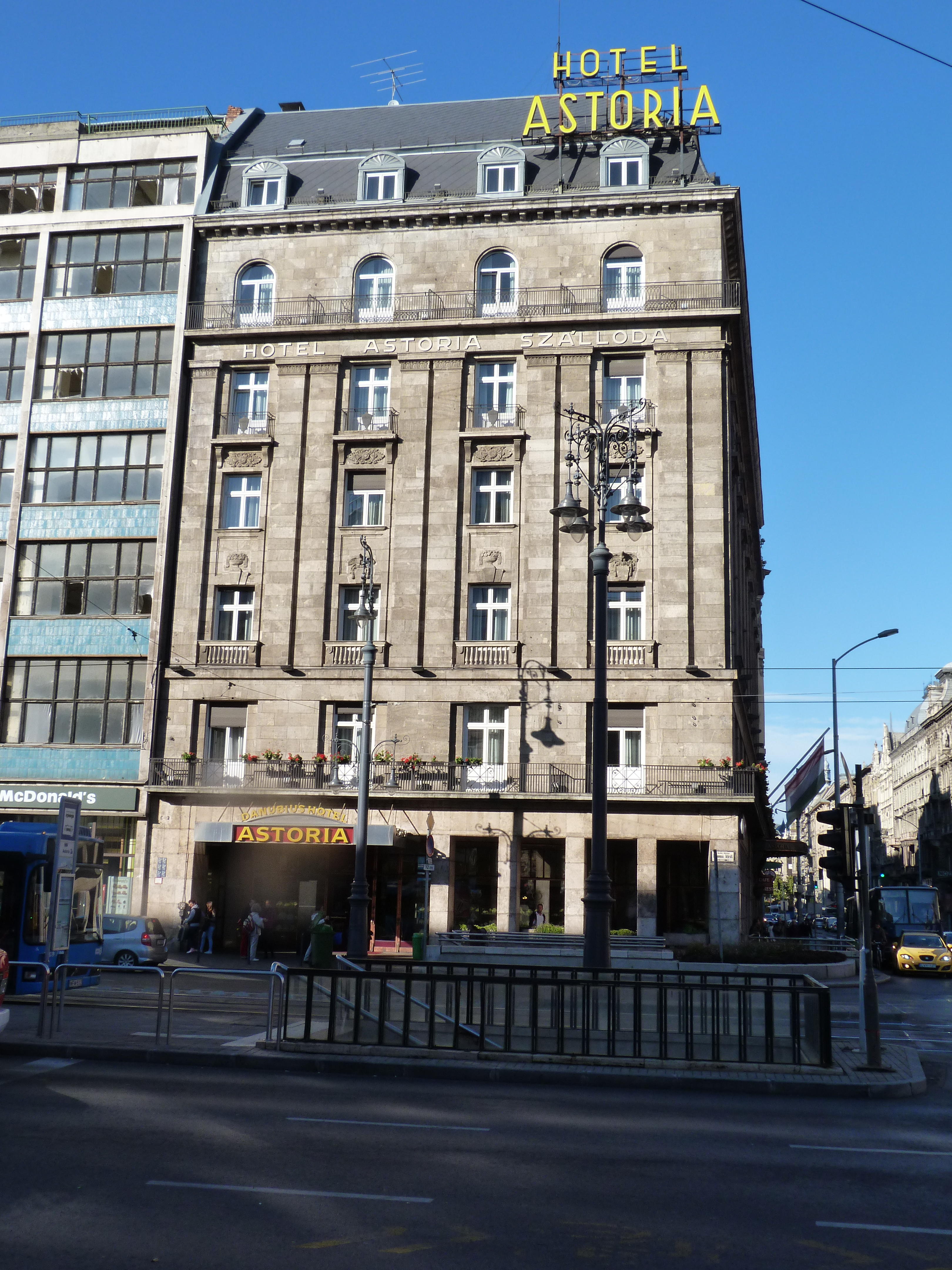
Kiskörút felöli homlokzat
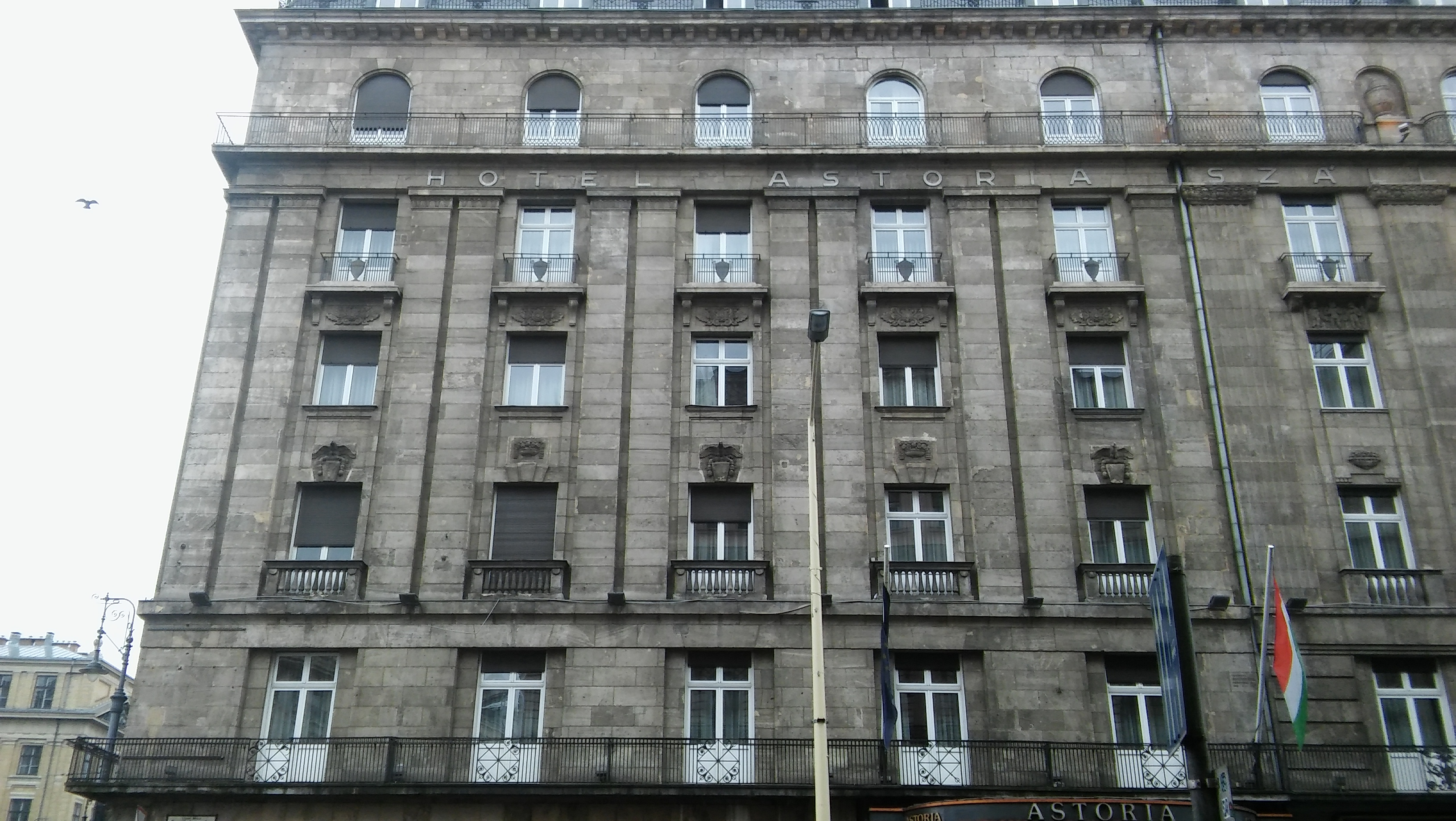
külső részletek
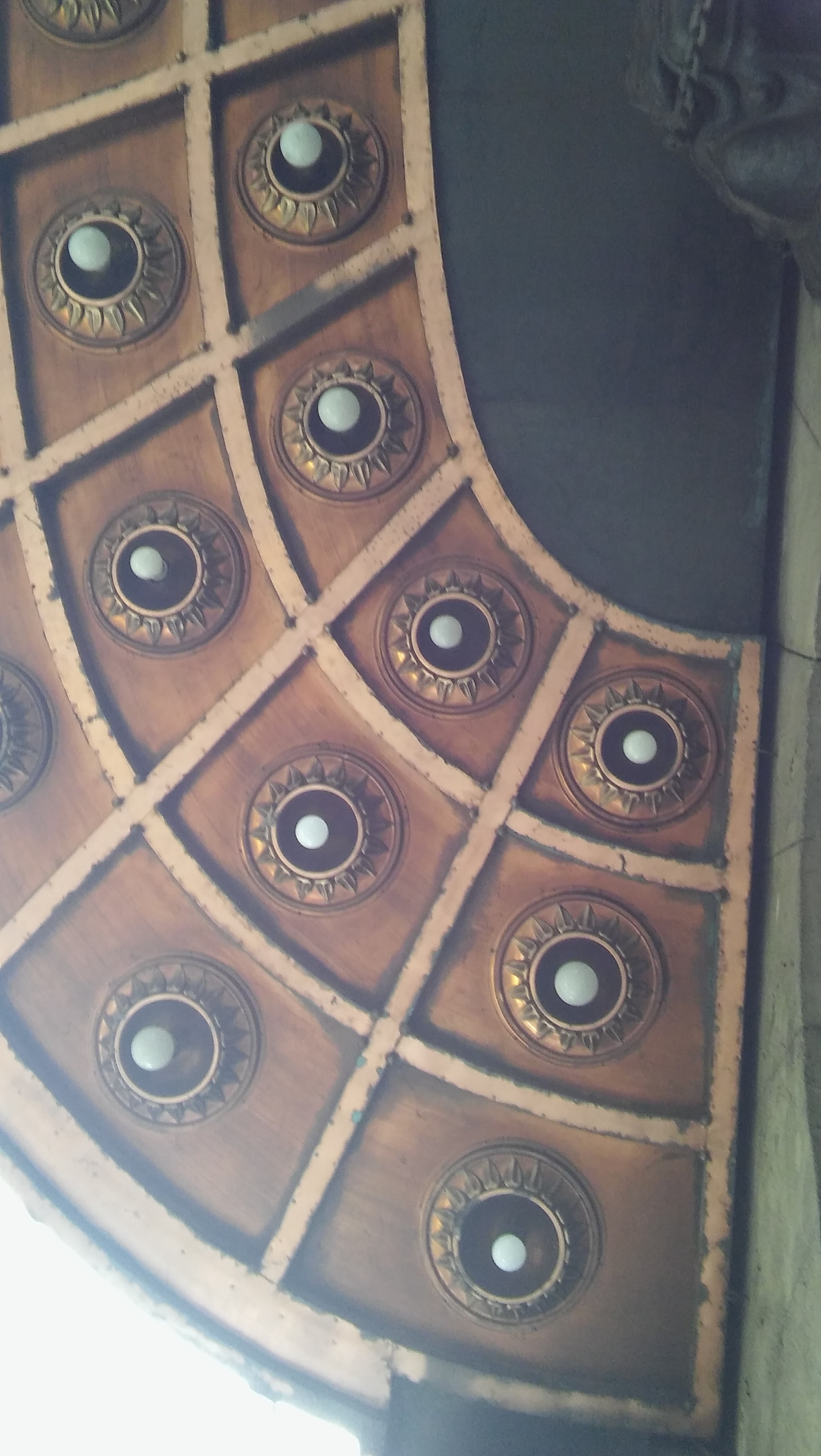
külső részletek
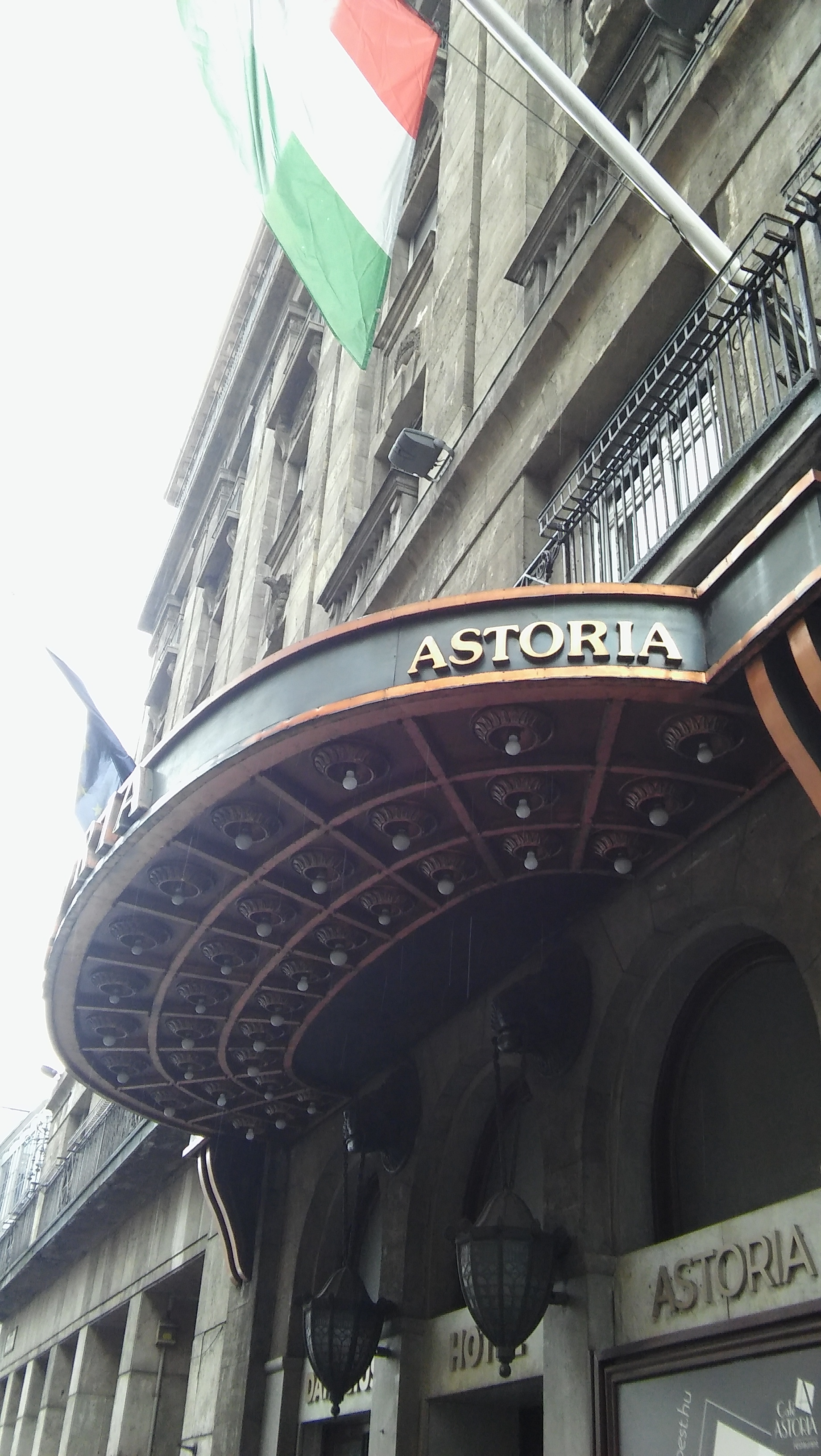
külső részletek
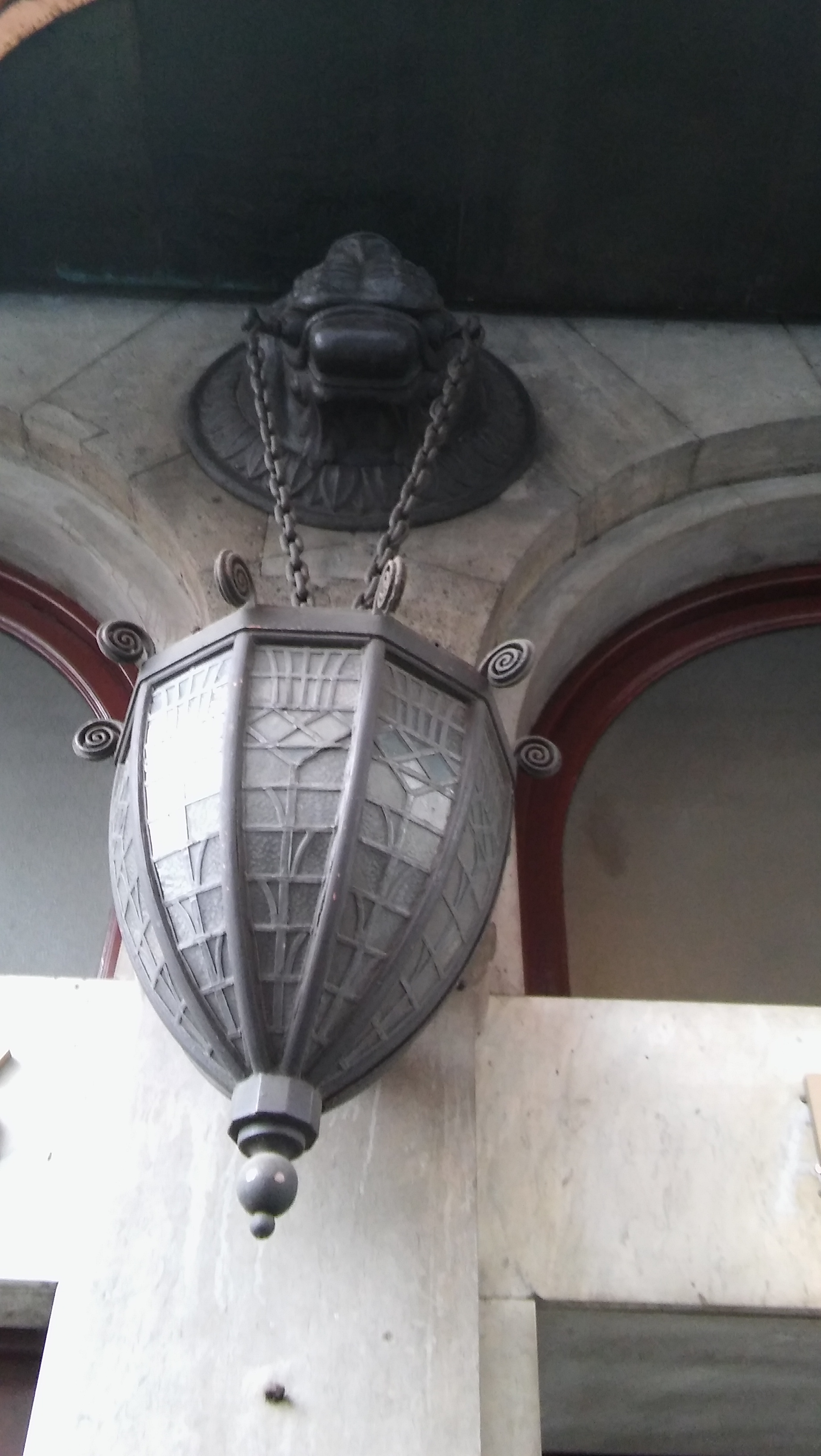
külső részletek
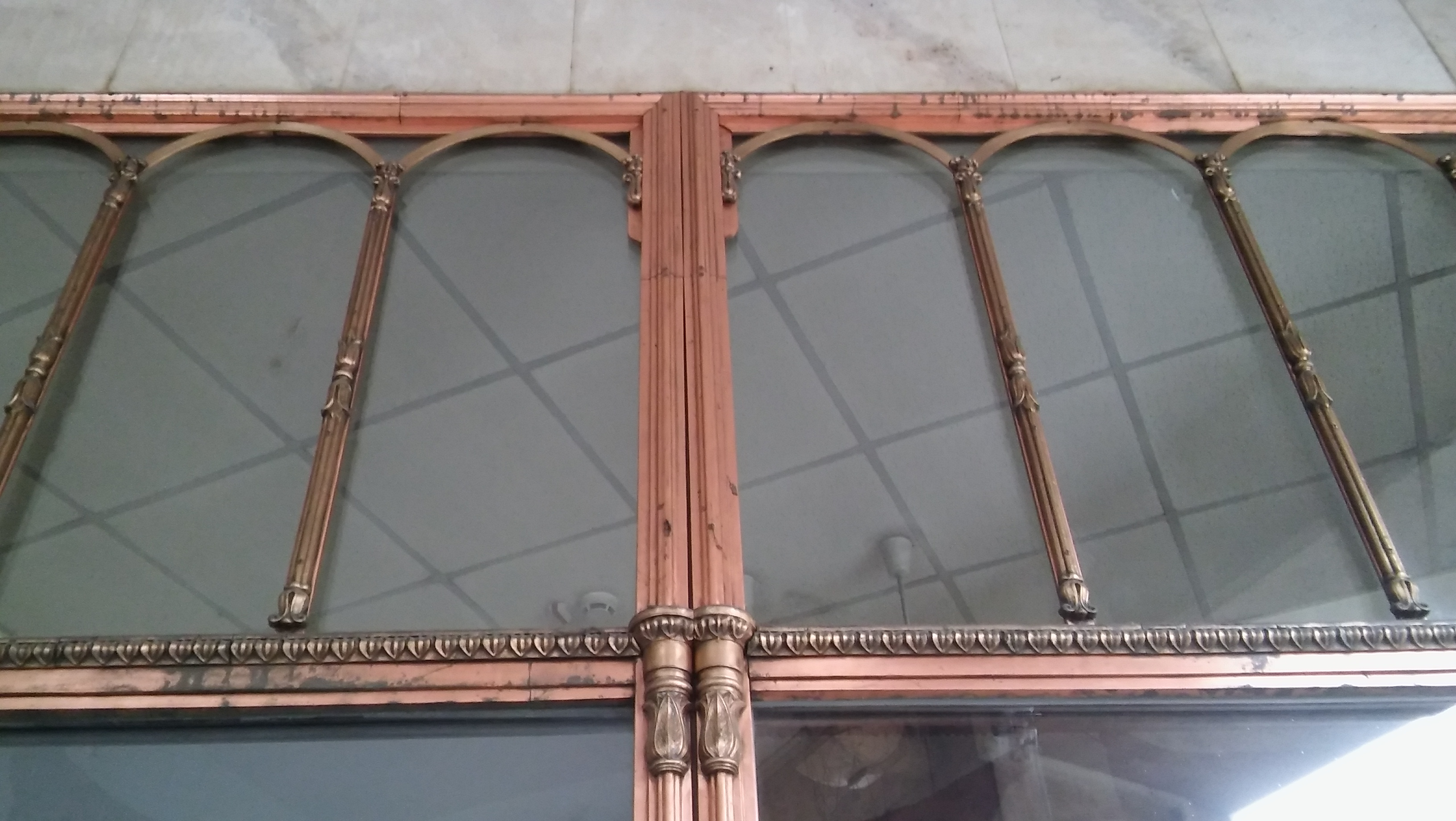
külső részletek
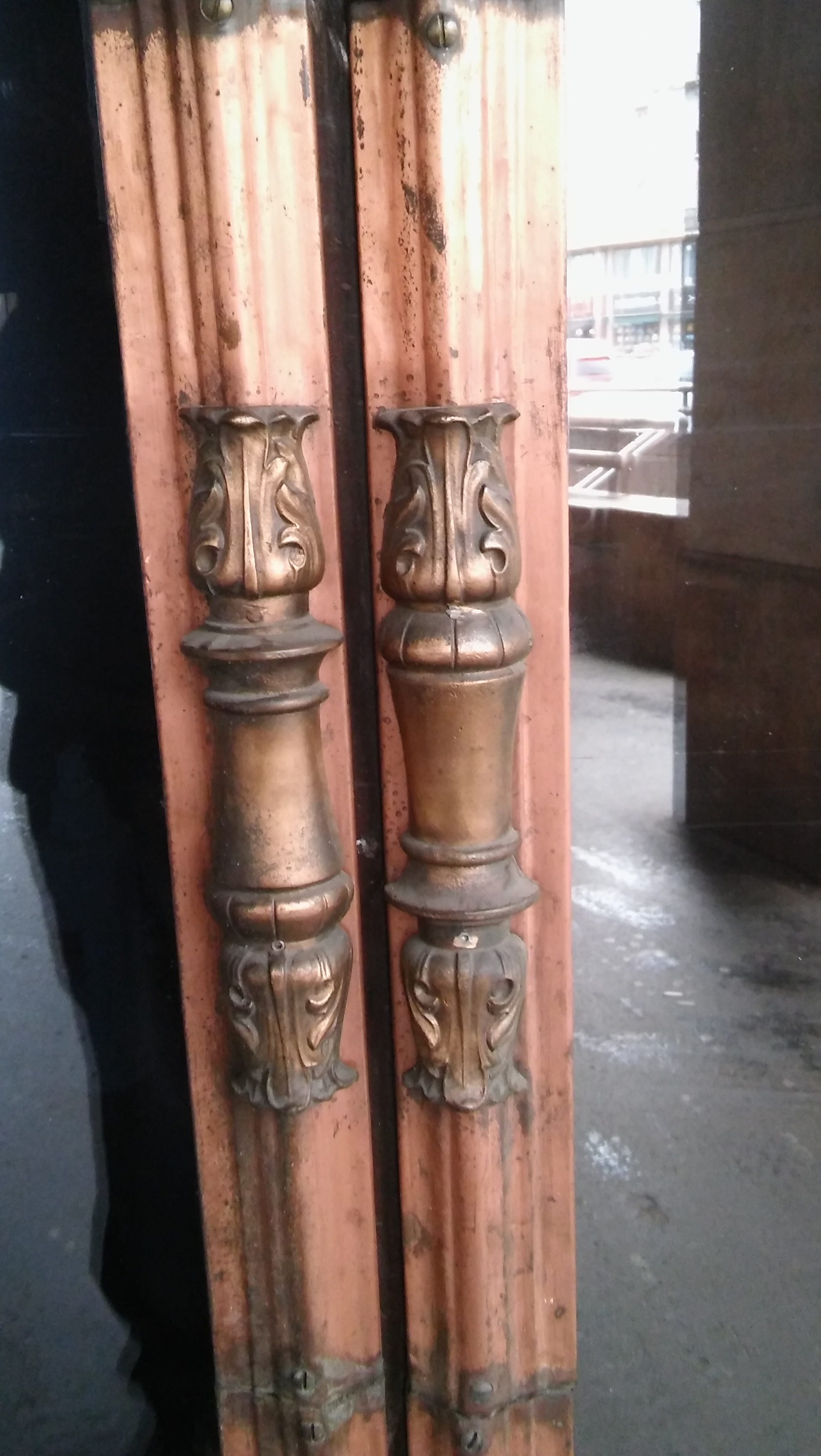
külső részletek
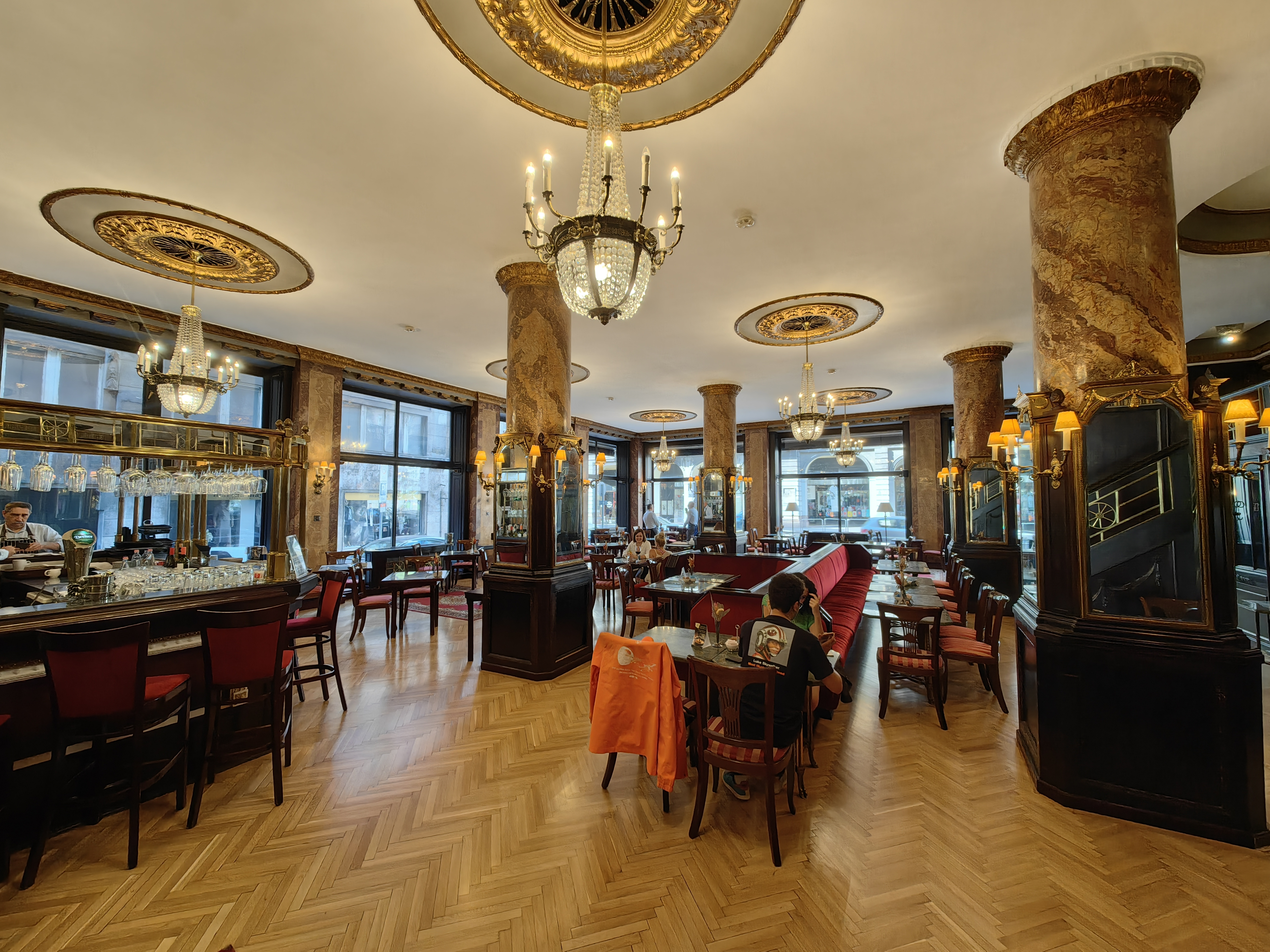
belső részletek
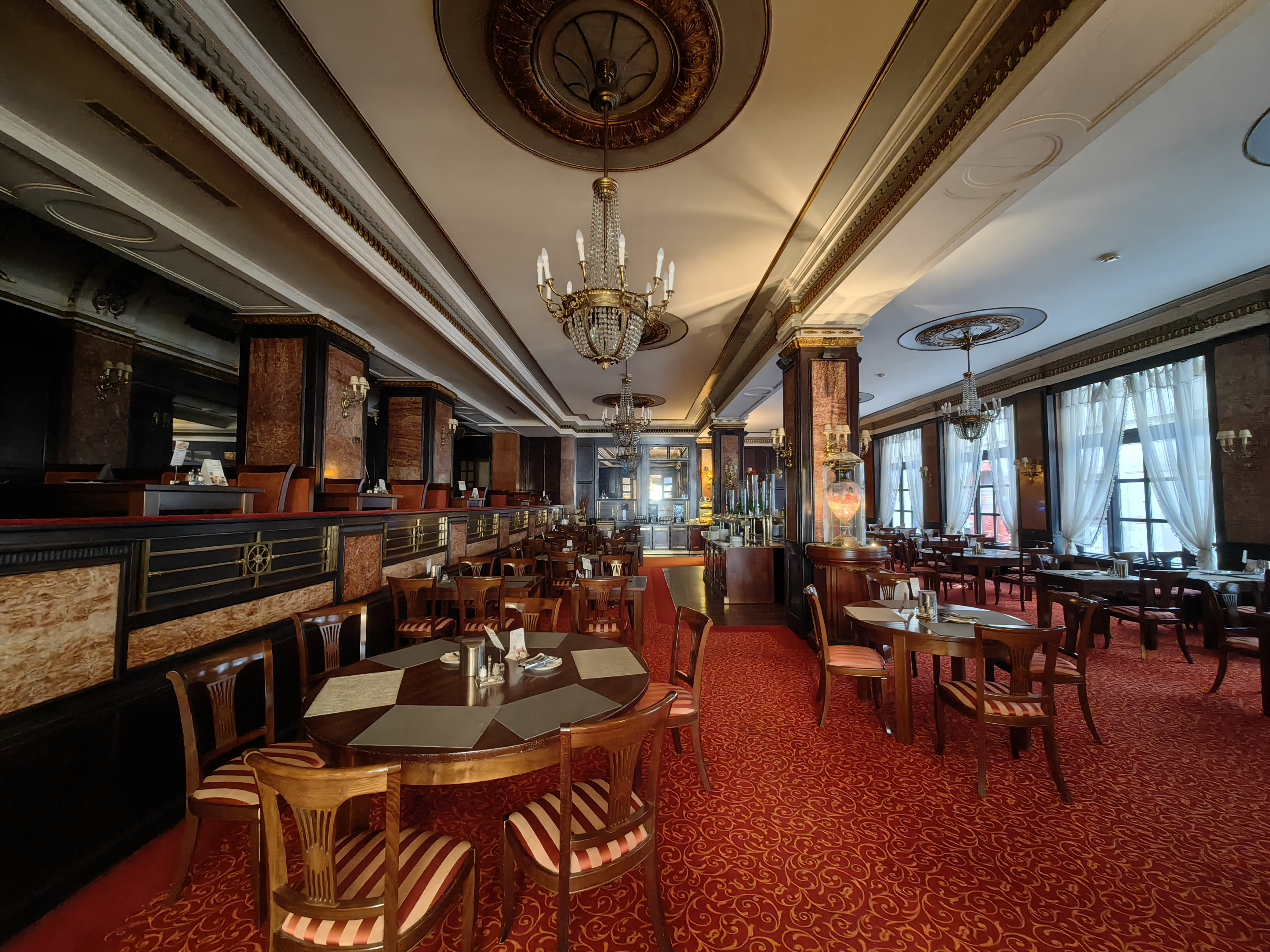
belső részletek
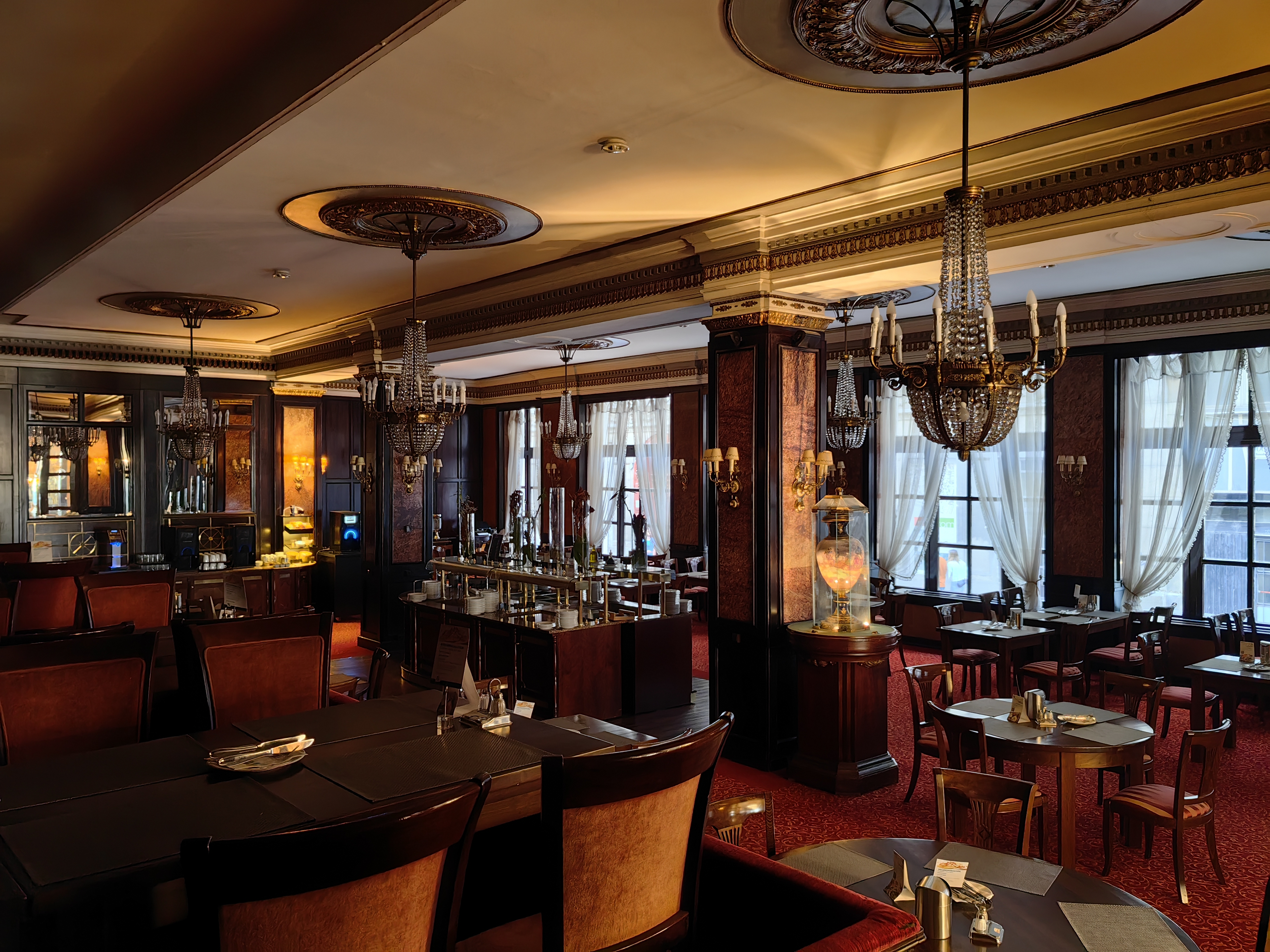
belső részletek
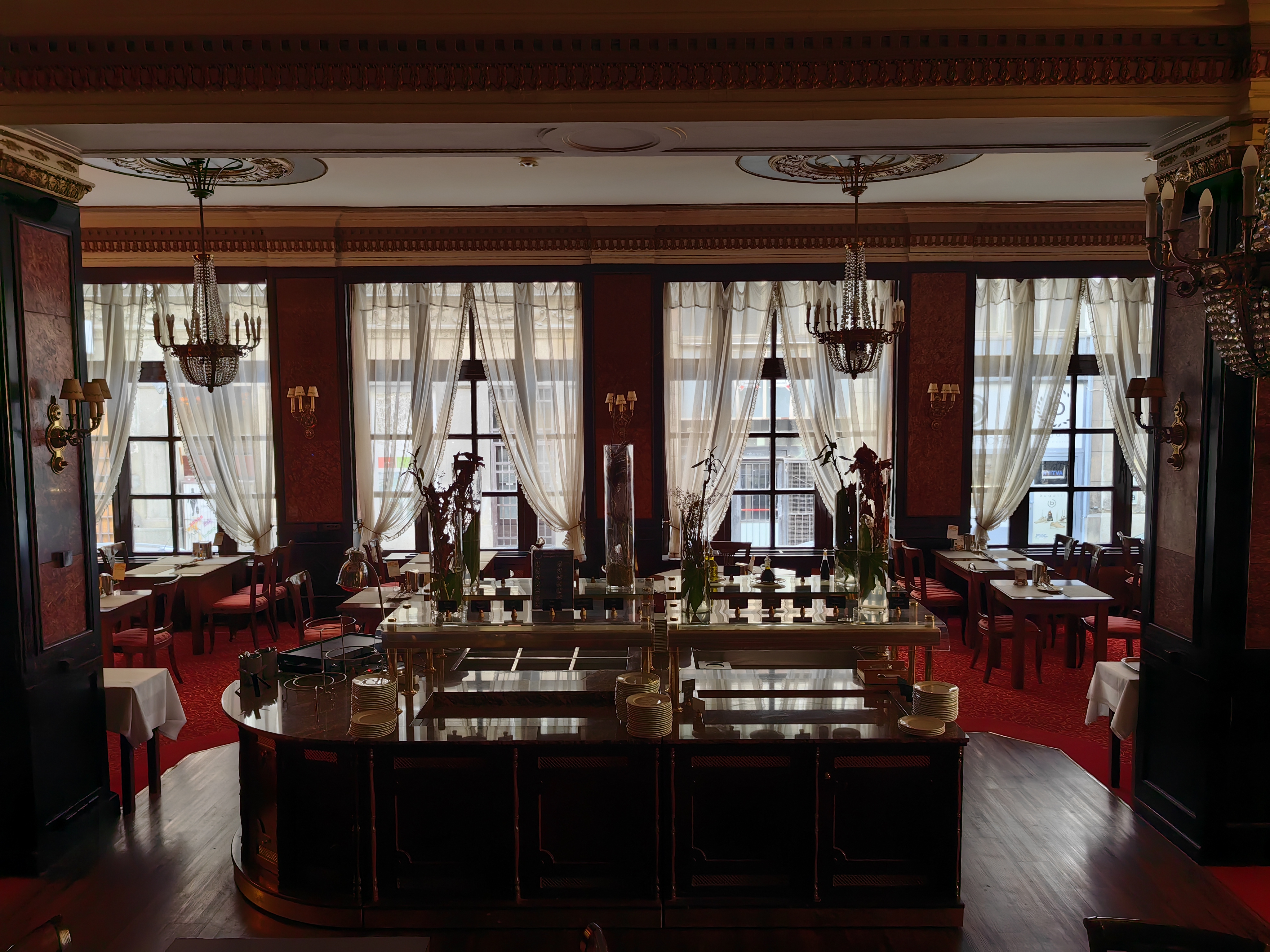
belső részletek
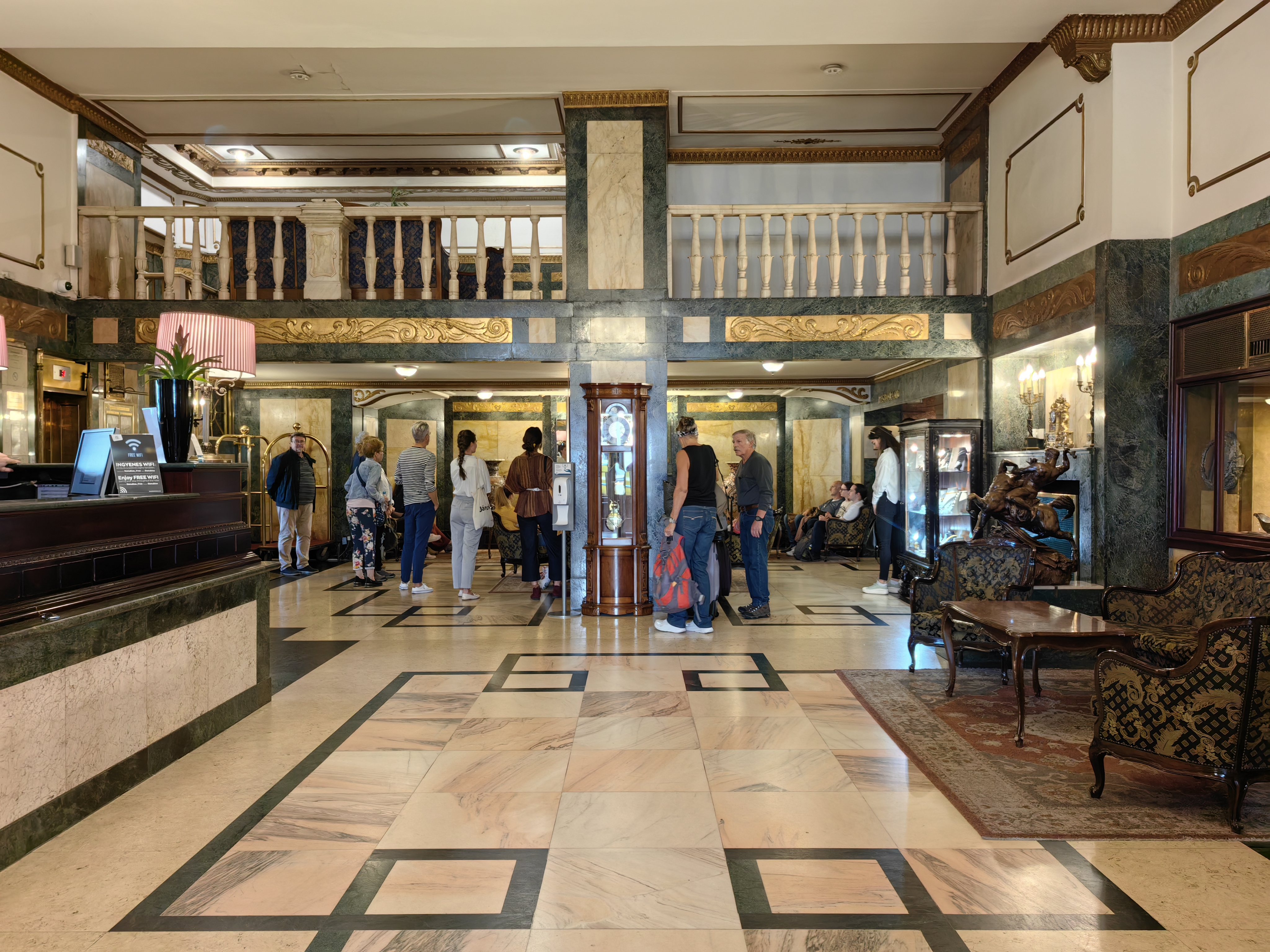
belső részletek
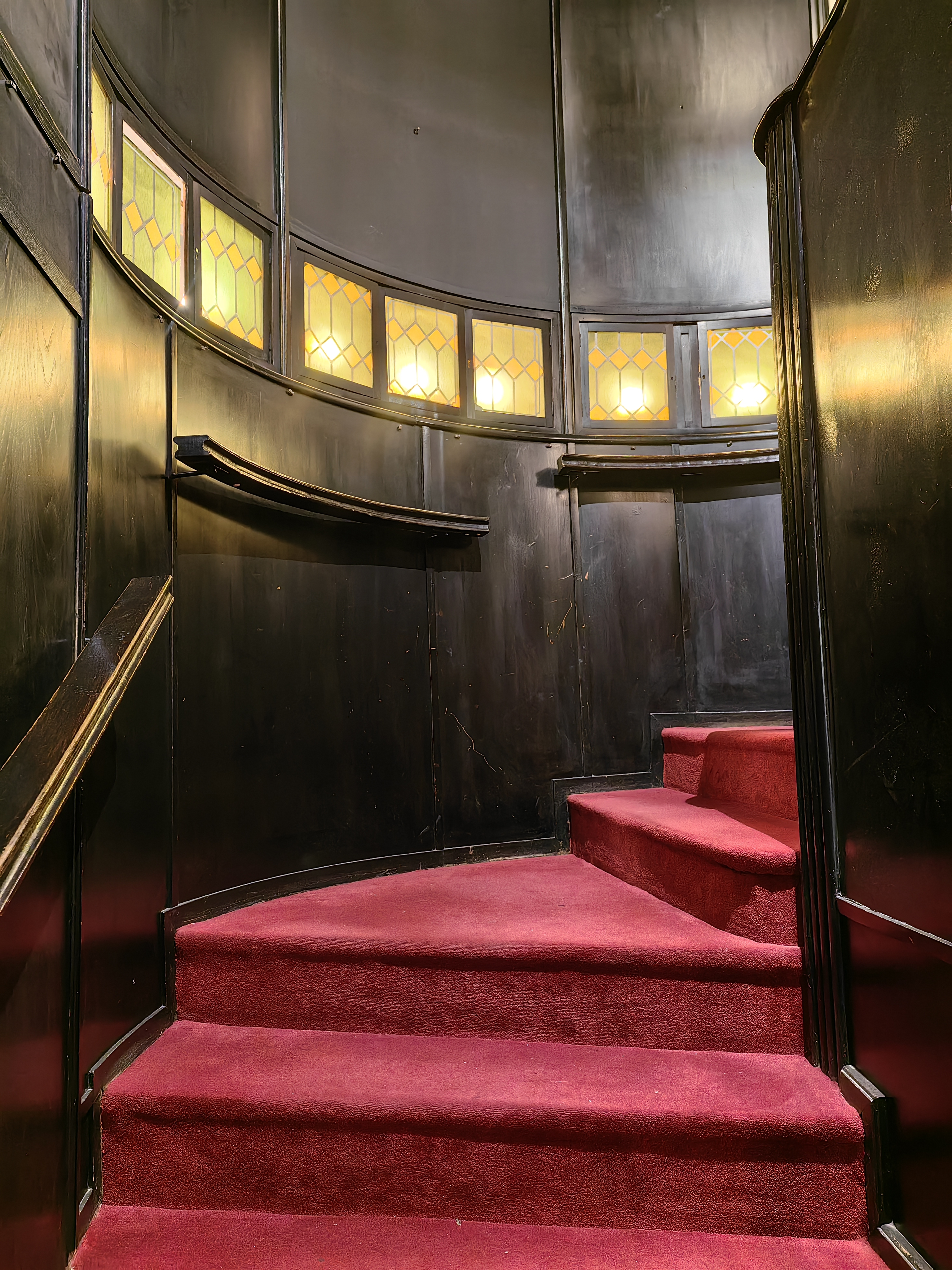
belső részletek
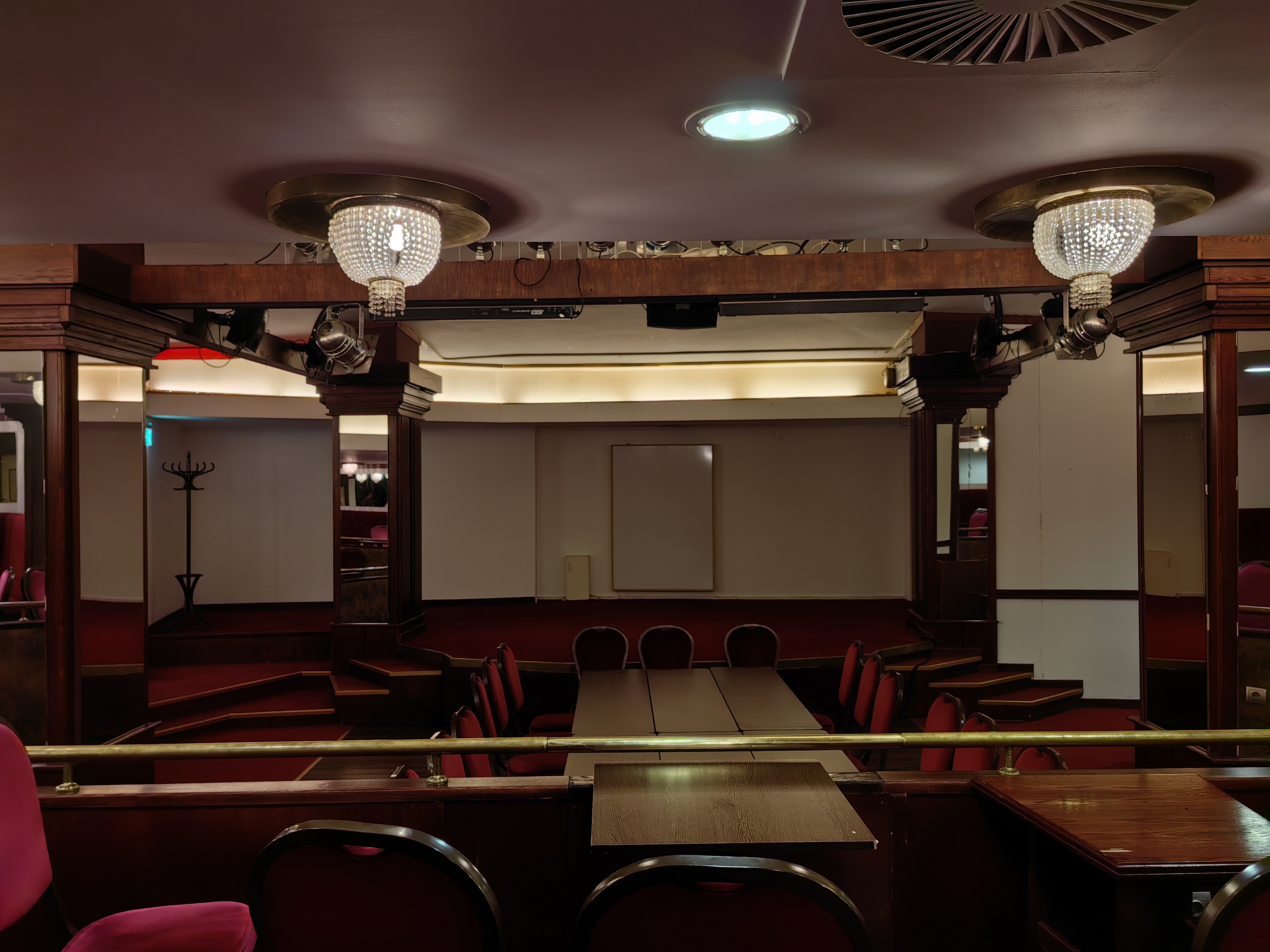
belső részletek
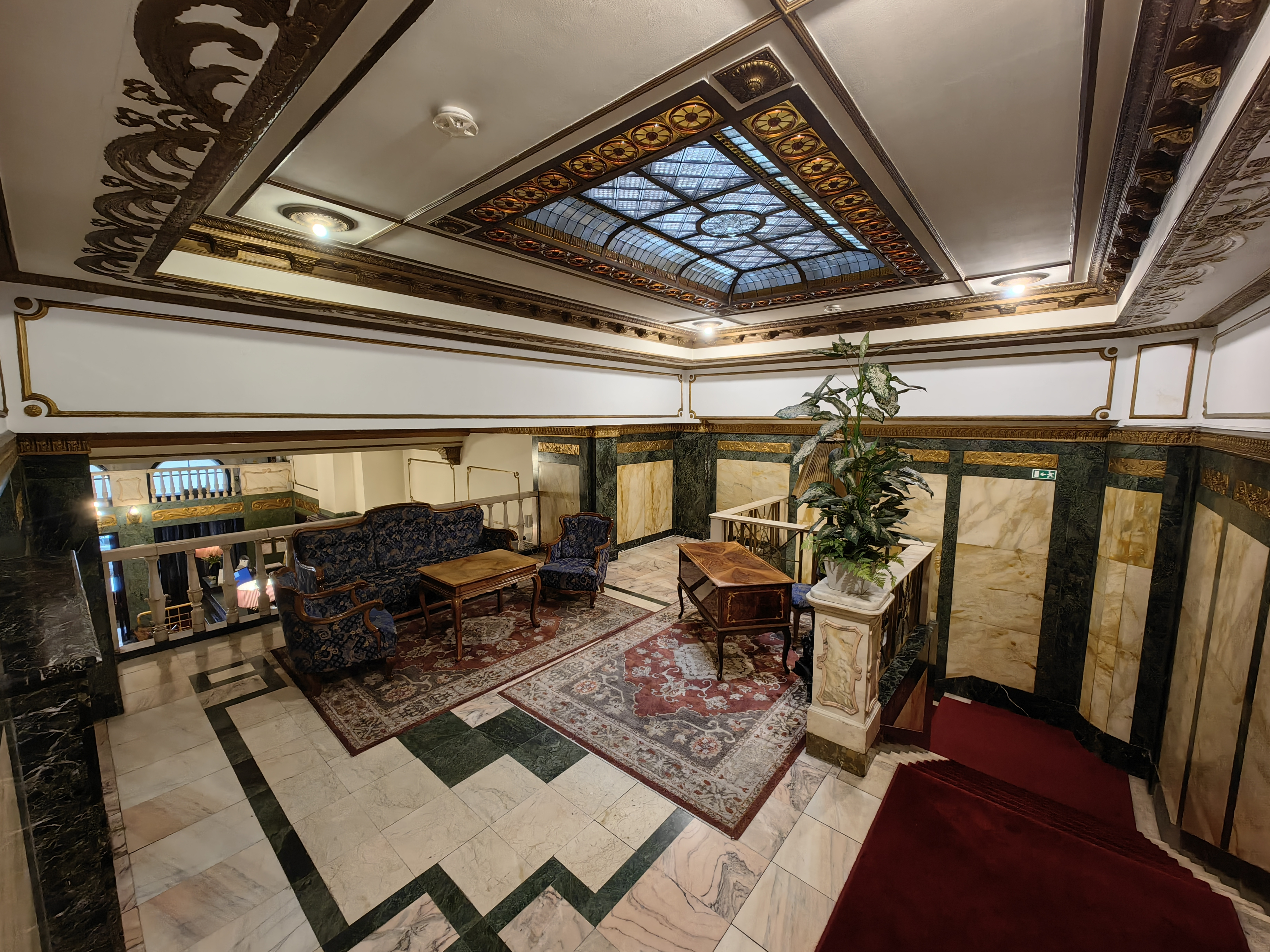
belső részletek
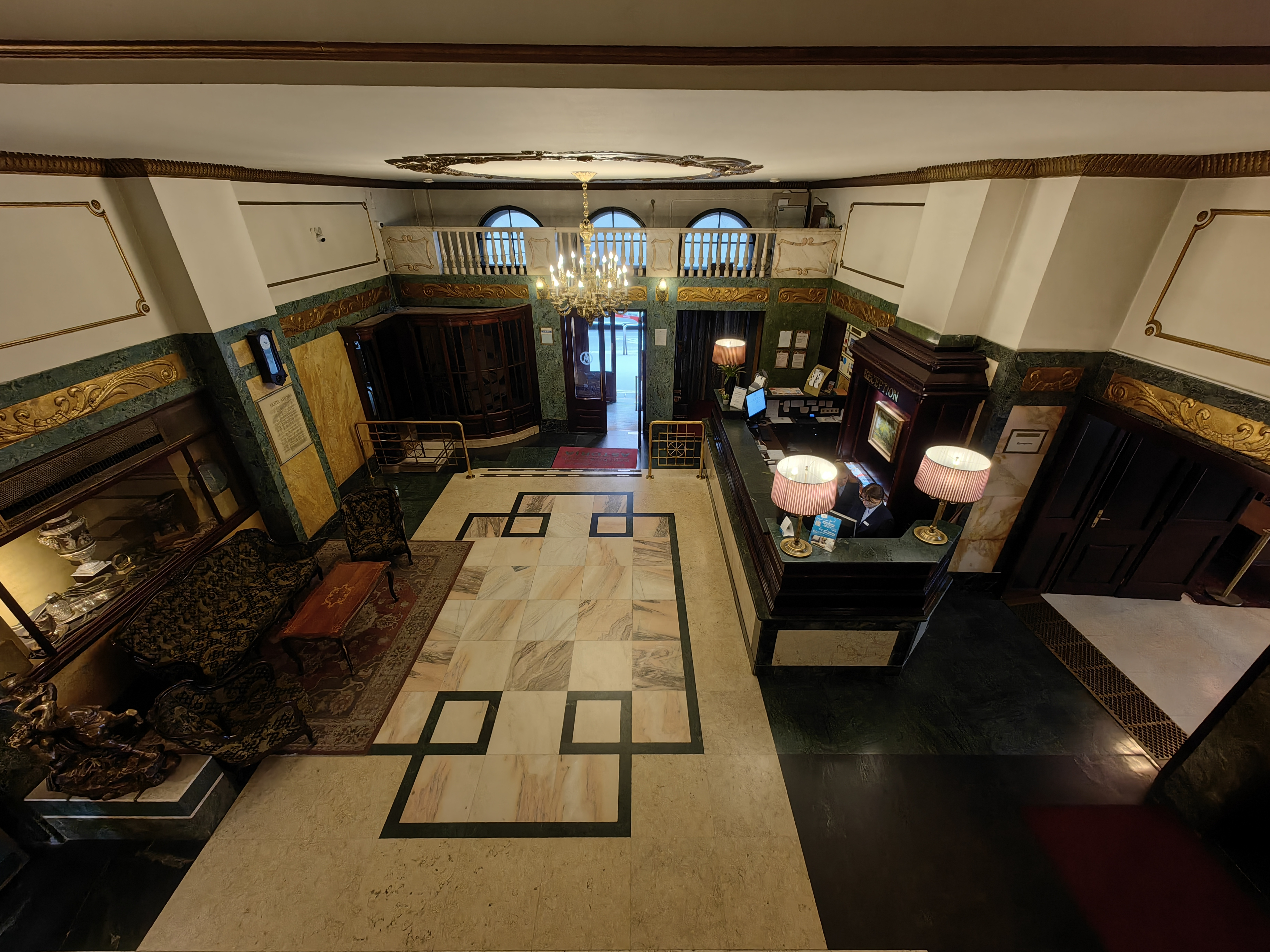
belső részletek
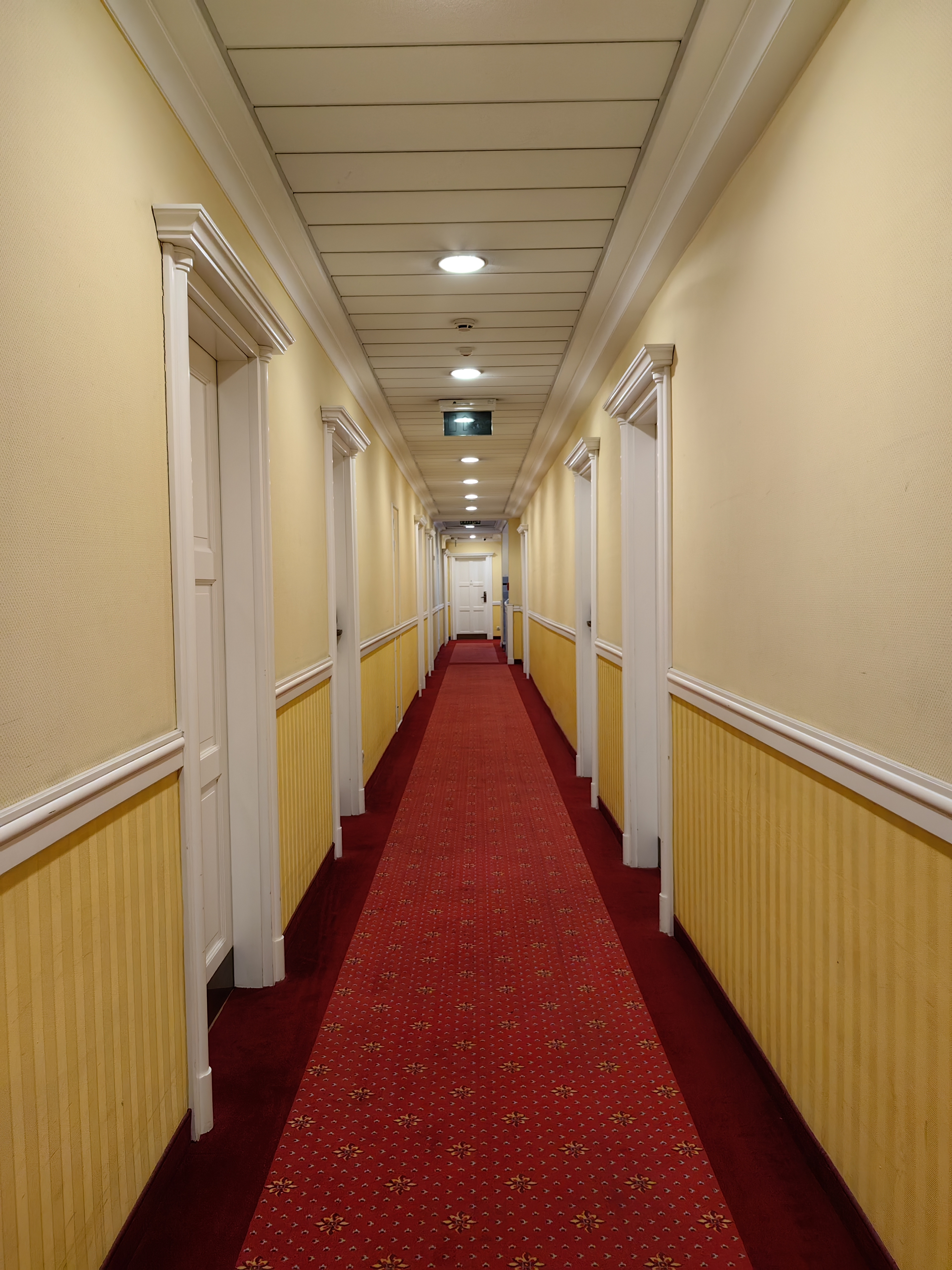
belső részletek
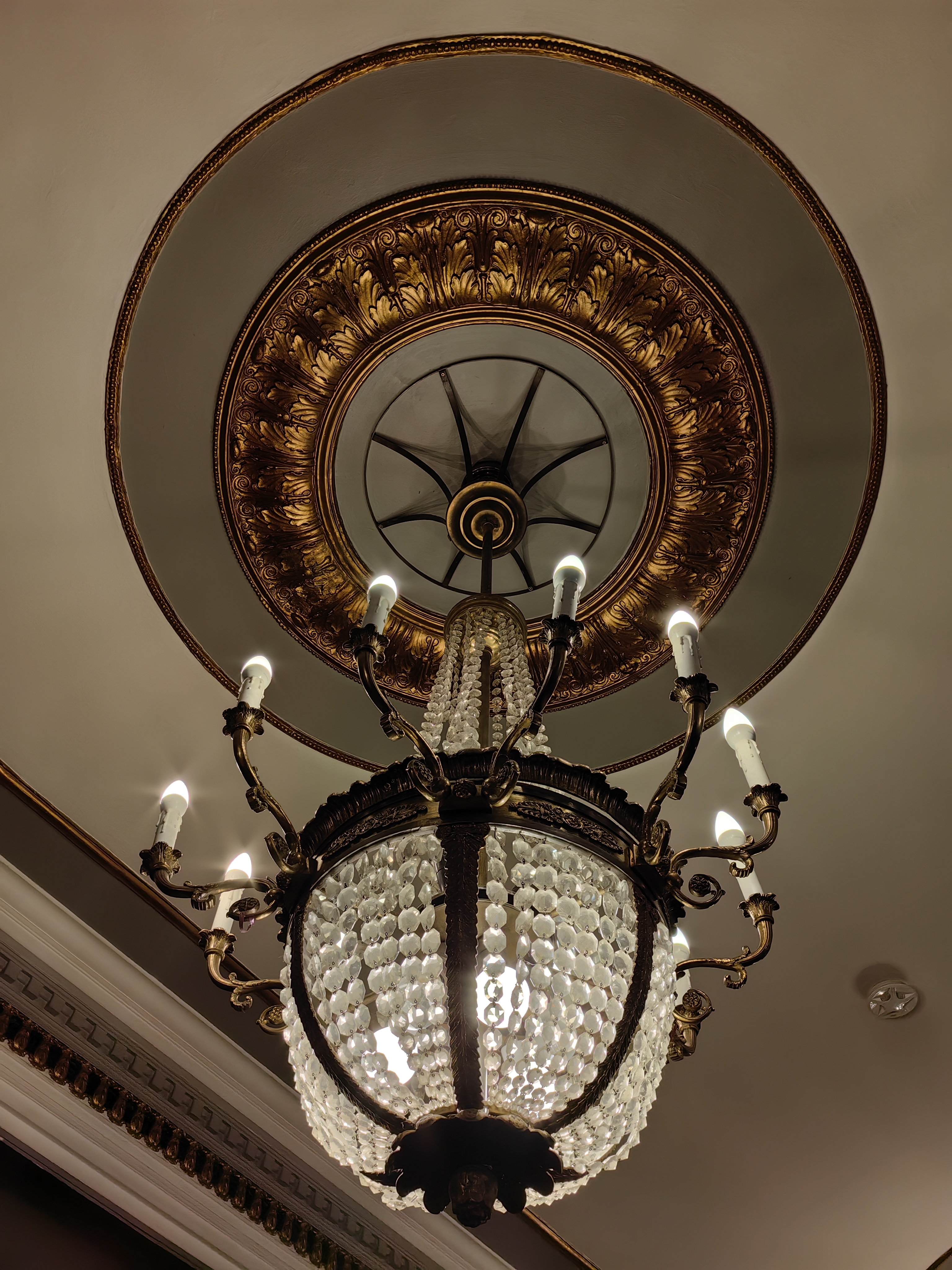
belső részletek
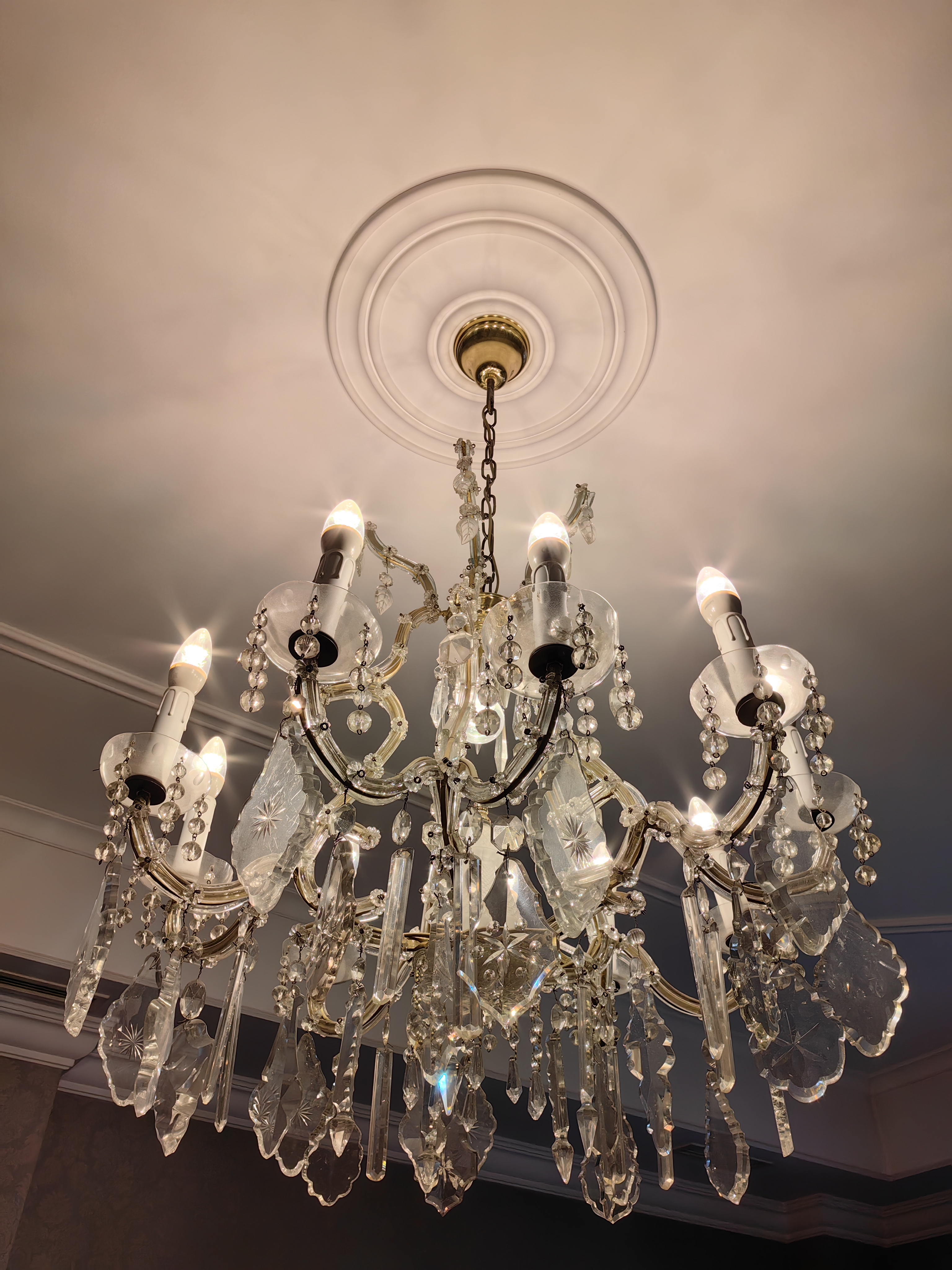
belső részletek